# Rhinoraja odai
Rhinoraja odai är en rockeart som beskrevs av Ishiyama 1958. Rhinoraja odai ingår i släktet Rhinoraja och familjen egentliga rockor. IUCN kategoriserar arten globalt som livskraftig. Inga underarter finns listade i Catalogue of Life.